# Il vangelo secondo San Frediano
Il vangelo secondo San Frediano è un film italiano del 1978, diretto da Oscar Brazzi.